# ГЕС Zhèxī
ГЕС Zhèxī (柘溪水电站) — гідроелектростанція у центральній частині Китаю в провінції Хунань. Знаходячись між ГЕС Лангшитан (36 МВт, вище по течії) та ГЕС Dōngpíng, входить до складу каскаду на річці Цзишуй, котра впадає до розташованого на правобережжі Янцзи великого озера Дунтін.
В межах проекту річку перекрили бетонною гравітаційною греблею висотою 104 метра та довжиною 330 метрів. Вона утримує водосховище з об'ємом 3,02 млрд м3 (корисний об'єм 2,23 млрд м3), в якому припустиме коливання рівня у операційному режимі між позначками 144 та 169 метрів НРМ (під час повені рівень може зростати до 172,7 метра НРМ, а об'єм — до 3,57 млрд м3).
Спершу пригреблевий машинний зал обладнали шістьома турбінами типу Френсіс — п'ятьма потужністю по 75 МВт та однією з показником 72,5 МВт, які в подальшому були модернізовані до показників 88 МВт та 85 МВт відповідно. У 2008-му стала до ладу друга черга із двома турбінами потужністю по 250 мВт, котрі збільшили річну виробітку станції з 2174 до 2731 млн кВт-год електроенергії на рік.
Видача продукції відбувається по ЛЕП, розрахованим на роботу під напругою 220 кВ та 110 кВ.